# Zone de gestion de la faune de Saint-Malo
Pour les articles homonymes, voir Saint-Malo (homonymie).
La zone de gestion de la faune de Saint-Malo (anglais : St. Malo Wildlife Management Area) est une aire protégée du Manitoba situé à De Salaberry. Elle est administrée par la division de la faune du ministère de la Conservation et de la Gestion des ressources hydriques.

## Géographie
La zone de gestion de la faune de Saint-Malo est composé de deux unités distincts ayant une superficie totale de 167 ha. L'unité la plus l'est est adjacente à la route 59 au sud de Saint-Malo. l'unité ouest est situé entre Saint-Malo et Carlowrie. La zone de gestion de la faune est situé sur les territoires des municipalités rurales de De Salaberry et de Franklin.

## Faune
La réserve à pour mission de protégée l'habitat du cerf de Virginie, la gélinotte huppée et des oiseaux néotropicaux. Outre le cerf de Virginie (Odocoileus virginianus), on veu l'y voir l'ours noir (Ursus americanus), le raton laveur (Procyon lotor), le castor du Canada (Castor canadensis), le lièvre d'Amérique (Lepus americanus) et le lièvre de Townsend (Lepus townsendii). Il y est possible d'y observé quelques reptiles et amphibiens comme la rainette versicolore (Hyla versicolor), la grenouille léopard (Lithobates pipiens), la grenouille des bois (Lithobates sylvaticus) et la couleuvre verte (Opheodrys vernalis).
Quatre-vingt-deux espèces d'oiseaux ont été identifiées dans la zone de gestion de la faune. Parmi celles-ci, on y retrouve la gélinotte huppée (Bonasa umbellus) le canard branchu (Aix sponsa), l'oriole de Baltimore (Icterus galbula), le bruant des plaines (Spizella pallida), la paruline jaune (Setophaga petechia), le viréo mélodieux (Vireo gilvus), le jaseur d'Amérique (Bombycilla cedrorum), le piranga écarlate (Piranga olivacea), la paruline à flancs marron (Setophaga pensylvanica), la paruline à calotte noire (Cardellina pusilla), le martin-pêcheur d'Amérique (Megaceryle alcyon), la marouette de Caroline (Porzana carolina), la paruline à gorge noire (Setophaga virens), le troglodyte des marais (Cistothorus palustris) et la buse à queue rousse (Buteo jamaicensis).